# داس کابزاس (آریزونا)
داس کابزاس (به انگلیسی: Dos Cabezas) یک منطقهٔ مسکونی در ایالات متحده آمریکا است که در آریزونا قرار دارد.